# ノクターン (チャーリー・ヘイデンのアルバム)
『ノクターン』（Nocturne）は、アメリカ合衆国のジャズ・ベーシスト、チャーリー・ヘイデンが2001年に発表したスタジオ・アルバム。

## 背景
キューバおよびメキシコのスタンダード・ナンバーを中心とした内容だが、ヘイデンのオリジナル2曲と、サイドマンを務めたゴンサロ・ルバルカバのオリジナル1曲も含まれている。音楽的には、キューバからラテンアメリカへ広まったボレロからの影響が強い。なお、「ナイトフォール」は、ヘイデンが1976年に発表したアルバム『クロースネス』の収録曲「エレン・デヴィッド」を改題したリメイクである。

## 反響・評価
『ビルボード』のジャズ・アルバム・チャートでは8位に達した。第44回グラミー賞では最優秀ラテン・ジャズ・アルバム賞を受賞し、自身2度目のグラミー受賞を果たした。
デヴィッド・R・アドラーはオールミュージックにおいて5点満点中2点を付け「物憂げで心休まるアルバム」「ロマンティックな夕食にうってつけの音楽だが、ヘイデンおよびゲスト・ミュージシャン達の本来の才能は、こんなものではない」と評している。また、原田和典は「どこか退廃的なインストゥルメンタル・ラヴ・ソング集といえばいいだろうか」「皆、一音入魂というべき抑制を利かせたプレイに徹しているが、なかでも技巧派ゴンサロとロヴァーノの"音数のそぎ落としっぷり"は圧巻だ」と評している。

## 収録曲
1. アット・ジ・エッジ・オブ・ザ・ワールド - "En la Orilla del Mundo (At the Edge of the World)" (Martín Rojas) - 5:14
2. ナイト・オブ・ワンダリング - "Noche de Ronda (Night of Wandering)" (María Teresa Lara) - 5:44
3. ノクターナル - "Nocturnal" (José Saber Marroquín, José Mojica) - 6:56
4. ムーンライト - "Moonlight (Claro de Luna)" (Charlie Haden) - 5:37
5. ミー・ウィズアウト・ユー - "Yo Sin Ti (Me Without You)" (Arturo Castro) - 6:01
6. ドント・トライ・エニモア - "No Te Empeñes Mas (Don't Try Anymore)" (Marta Valdés) - 5:31
7. トランスパレンス - "Transparence" (Gonzalo Rubalcaba) - 6:12
8. ザ・ブラインド - "El Ciego (The Blind)" (Armando Manzanero) - 5:58
9. ナイトフォール - "Nightfall" (C. Haden) - 6:39
10. スリー・ワーズ - "Tres Palabras (Three Words)" (Osvaldo Farrés) - 6:18
11. ウィズ・ユー・イン・ザ・ディスタンス/イン・アス - "Contigo en la Distancia/En Nosotros (With You in the Distance/In Us)" (César Portillo de la Luz, Tania Castellanos) - 6:34

## 参加ミュージシャン
- チャーリー・ヘイデン - ベース
- ゴンサロ・ルバルカバ - ピアノ
- イグナシオ・ベロア - ドラムス、ボンゴ、マラカス

ゲスト・ミュージシャン
- ジョー・ロヴァーノ - テナー・サクソフォーン(on #1, #4, #7, #11)
- ダビッド・サンチェス - テナー・サクソフォーン(on #6, #10)
- フェデリコ・ブリトス・ルイス - ヴァイオリン(on #1, #5, #8)
- パット・メセニー - ギター(on #2)